# 9K33 Osa
9K33 Osa (rusko 9К33 «Оса», osa) je visoko mobilni sistem zračne obrambe kratkega dosega. Razvila ga je ZSSR v 1960. letih, v uporabo pa je prišel leta 1972.

## Zgodovina
Oblikovanje popolnoma novega sistema zračne obrambe se je začelo 27. julija 1960 v moskovskem Znanstveno-raziskovalnem elektromehaničnem institutu (pozneje Antej, danes Almaz-Antej). Glavni oblikovalec je bil Mihail Mihajlovič Kosičkin (po 1970 – Venjamin Pavlovič Jefremov). Projekt se do leta 1962 ni premaknil s faze laboratorijskega preizkušanja.
Za najbolj težaven del novega sistema zračne obrambe so se izkazale rakete. Za razvoj raket je bila odgovorna Tušinska tovarna strojegradnje iz Moskve, pod vodstvom glavnega oblikovalca Aleksandra Vasiljeviča Potopalovega. Zaradi zamud je leta 1964 z dekretom centralnega komiteja KPSZ oblikovanje raket prevzel Oblikovalski biro strojegradnje "Fakel" iz Himkov. Glavni oblikovalec raket je bil Pjotr Dmitrijevič Grušin. Razvoj šasije je prevzel Brjanski avtomobilni zavod.
Preizkušanje sistema je bilo leta 1970 in leta 1971 je bil sistem z dekretom CK KPSZ dan v uporabo.
Glavna oborožitev sistema Osa je raketa 9M33 na trdo gorivo Ima doseg 9 km in leti s hitrostjo do 1,51 Mach.
Mornariška različica sistema 4K33 Osa-M je bila uvedena v uporabo leta 1972. Opremljena je z raketami 9M33M. S sistemom Osa-M so oboroženi razred letalonosilk Krečjet, razredi križark Orlan, Atlant in Berkut-B, ter razreda fregat Burevestnik in Gepard.

## Rakete
Originalni izstrelek 9M33 ima doseg okrog 2–9 km in višino med 50 in 5000 m. 
Nadgrajena različica rakete 9M33M2 "Osa-A" ima doseg med 1,5–10 km in višino med 25–5000 m.
Najsodobnejša raketa 9M33M3 ima veliko večjo višino, ki je med 10–12.000 m in tako lahko tudi leti dlje (okrog 15 km), vendar sistem ne more napasti tako oddaljenih tarč zaradi dejavnikov, kot je radarsko sledenje raketam. Sistem se primarno uporablja proti reaktivnim letalom in helikopterjem v vsakem vremenu. Vsak transporter lahko izstreli in vodi dve raketi proti eni tarči naenkrat. Verjetnost uničenja naj bi bila 0,35–0,85 za sistem Osa in 0,55–0,85 za sistema Osa-AK in Osa-AKM (najverjetneje odvisno od položaja, hitrosti, radarskega preseka in sposobnosti manevriranja tarče. Reakcijski čas (od odkritja tarče do izstrelitve) je okrog 26 sekund. Ko je raketa izstreljena, motor potisnika gori dve sekundi, glavni motor pa gori 15 sekund in raketo požene do največje hitrosti okrog 2 Mach.

## Uporabniki

### Trenutni uporabniki
- Alžirija – 28/48[6] 48+[7]
- Angola – 15[8]
- Armenija
- Azerbajdžan – Nadgrajeni na Osa-1T[9]
- Belorusija
- Kuba
- Ekvador
- Gruzija
- Grčija – 39 sistemov, 120 v 6 baterijah
- Indija - Nadgrajeni sistemi Osa-AK
- Iran
- Severna Koreja
- Libija – 20
- Maroko
- Romunija – 16 raketometov in 8 transporterjev (en polk od 1989)
- Rusija – 400[10] Po 2007 modernizirani sistemi Osa-AKM[11]
- Zahodna Sahara[12]
- Sirija – 14 baterij[13][14]
- Turkmenistan – 40[15]
- Ukrajina – 9K33M2 Osa-AK

### Bivši uporabniki
- Bolgarija – 24 raketometov, upokojeni
- Češkoslovaška – en polk predan Češki
- Češka – Upokojeni 2006
- Nemška demokratična republika – 41 Osa-AK, delno prodano Grčiji po združitvi Nemčije
- Irak – 50[16]
- Jordanija –Upokojeni 2017[17][18]
- Kuvajt – Kupljeni konec 1980. let,[19] zajel Irak v zalivski vojni
- Poljska – 64[20]
- Sovjetska zveza – Prevzele države naslednice